# Element (Kendrick Lamar)
Element è un brano musicale del rapper statunitense Kendrick Lamar, quarta traccia del quarto album in studio Damn.
Il video musicale è stato pubblicato il 27 giugno 2017.

## Tracce
1. Element – 3:28 (Kendrick Duckworth, Sounvawe, James Blake, Ricci Riera)